# Asian Man Records
Asian Man Records ist ein amerikanisches Musiklabel mit Sitz in Monte Sereno im Bundesstaat Kalifornien. Es wurde 1996 von Mike Park gegründet.
Stilistisch bewegt sich die Bandbreite der Veröffentlichungen vor allem im Punkrock und seinen Subgenres bis hin zum Indie-Rock.

## Veröffentlichungen (Auswahl)
- Alkaline Trio – Maybe I'll Catch Fire (2000)
- Big D and the Kids Table – Good Luck (1999)
- Bomb the Music Industry! – Scrambles (2009)
- Buck-O-Nine – Sustain (2007)
- Coquettish – High Energy Politics (2004)
- Dwarves / The Riptides – Stillborn in the U.S.A. (Split-EP, 2011)
- Five Iron Frenzy – The Rise and Fall of Five Iron Frenzy (2013)
- Guerilla Poubelle – Rats in Paris (EP, 2009)
- The Lawrence Arms – A Guided Tour of Chicago (2008)
- Less Than Jake – Pezcore (1996)
- Link 80 – 17 Reasons… (1996)
- MU330 – Press (1997)
- Owen / Colossal – Split (Split-EP, 2016)
- The Peacocks – Angel (2000)
- Polysics – Neu (2003)
- Potshot – Pots And Shots (1997)
- Dan Potthast – Eyeballs (1999)
- Matt Pryor / Dan Andriano – Matt Pryor / Dan Andriano (Split-EP, 2017)
- The Queers – Love Songs for the Retarded (2007)
- Vic Ruggiero – Don't Feed the Cats in Iraq (2010)
- Screeching Weasel – Wiggle (2005)
- Matt Skiba – Demos (2010)
- The Toasters – Enemy of the System (2002)
- Voodoo Glow Skulls – Who Is, This Is? (2012)